# بيتر ميل
بيتر ميل (بالإنجليزية: Peter Mel)‏ هو متركمج أمريكي، ولد في 24 نوفمبر 1969 في سانتا كروز في الولايات المتحدة.

## وصلات خارجية
- بيتر ميل على موقع الرابطة العالمية لركوب الأمواج (الإنجليزية)
- بيتر ميل على موقع EncyclopediaOfSurfing.com (الإنجليزية)
- بيتر ميل على موقع IMDb (الإنجليزية)
- بيتر ميل على موقع قاعدة بيانات الفيلم (الإنجليزية)